# Agency (serie de televisión)
Agency (en hangul, 대행사; RR: Daehaengsa) es una serie de televisión surcoreana dirigida por Lee Chang-min y protagonizada por Lee Bo-young, Jo Sung-ha, Son Na-eun, Han Joon-woo y Jeon Hye-jin. Se emitió desde el 7 de enero hasta el 26 de febrero de 2023 por el canal JTBC, los sábados y domingos a las 22:30 horas (hora local coreana).

## Sinopsis
Agency es un drama ambientado en el mundo laboral. Go Ah-in es una mujer con una infancia difícil y una brillante carrera profesional: es la primera que alcanza el rango más alto en una gran agencia de publicidad.

## Reparto

### Principal
- Lee Bo-young como Go Ah-in, la directora creativa del equipo de producción 2 de VC Planning, una agencia de publicidad líder; una mujer ambiciosa que conoce la pobreza.[1][2]
- Jo Sung-ha como Choi Chang-su, el director de la división de planificación de VC Planning, que se esfuerza por convertirse en director ejecutivo.[2][4]
- Son Na-eun como Kang Han-na, una chaebol de tercera generación de VC Group, donde entra a trabajar como responsable de planificación.[2][5]
- Han Joon-woo como Park Young-woo, el leal ayudante de Han-na. Pertenece a la secretaría del grupo VC y ha estado al lado de Han-na como tutor de MBA y guardaespaldas, desde que estudiaba en el extranjero.[2][6]

### Secundario

#### VC Planning
- Jeon Hye-jin como Jo Eun-jung, redactora publicitaria del equipo de producción 2 de VC Planning. Es madre de un niño de cinco años, vive entre el trabajo y la familia, y tiene a Ah-in como su modelo.[2][6]
- Lee Chang-hoon como Han Byung-soo, gerente del equipo de producción 2 de VC Planning.[7][8]
- Lee Kyung-min como Seo Jang-woo: subgerente del equipo de producción 2 de VC Planning.[8][9]
- Kim Dae-gon como Kwon Woo-cheol: director creativo del equipo de producción 1 de VC Planning.[9][10]
- Jung Woon-sun como Bae Won-hee, redactor publicitario del equipo de producción 1 de VC Planning.[9]
- Park Ji-il como Jo Moon-ho, CEO de VC Planning.[11]
- Baek Soo-hee como Jung Su-jeong, secretaria de Ah-in.[11]

#### Allegados a Ah-in
- Kim Mi-kyung como Seo Eun-ja, la madre de Ah-in.[12]
- Jang Hyun-sung como Yoo Jung-seok, el mentor de Ah-in.[9][13]
- Shin Soo-jung como Oh Soo-jin, una psiquiatra amiga de Ah-in.[14][15]
- Lee Ki-woo como Jung Jae-hoon, director ejecutivo de una empresa de juegos.[16]
- Kim Soo-jin como Choi Jung-min, CEO de una agencia independiente.[9]

#### VC Group
- Jeon Gook-hwan como el presidente Wang, fundador del grupo VC.[9]
- Song Young-chang como Kang Young-ho, presidente del grupo VC.[9]
- Jo Bok-rae como Kang Han-soo, vicepresidente del grupo.[9]
- Jung Seung-gil como Kim Tae-wan, secretario jefe de la sede central del grupo.[9]
- Kim Min-sang como Bae Jung-hyeon, jefe del equipo legal de la sede del grupo.

#### Otros
- Jung Won-joong como Kim Woo-won, presidente de Woowon Group.[17]
- Jung Ye-bin como Kim Seo-jung, la única hija de Woo-won, vicepresidenta de Woowon Group.[17]
- Kim Ra-on como Song Ah-ji, hijo de Eun-jung.[17]
- Jo Eun-sol como Song Jung-ho, marido de Eun-jung.
- Yoon Bok-in como Park Kyung-sook, la suegra de Eun-jung.[9]

### Apariciones especiales
- Song Young-kyu como Hwang Seok-woo, expresidente de la Asociación de Relaciones Públicas y ejecutivo de mercadeo del grupo Woowon.[18]
- Kim Chae-eun como Yoo Ji-woo, la hija de Yoo Jeong-seok .[19]

## Producción
El 15 de marzo de 2022 la agencia de Lee Bo-young anunció que la actriz había aceptado el papel protagonista en la serie.
El 9 de diciembre del mismo año se lanzó el cartel, que no es un póster ordinario para una serie sino una llamada para la contratación de empleados de VC Planning, que busca «personas que no quieren ser débiles, no quieren ser humildes, no quieren ser ordinarias, y no quieren perder». El mismo día se publicó un tráiler. El día 12 se publicaron fotografías y un vídeo de la primera lectura del guion por el reparto, que había tenido lugar en el mes de junio en los estudios de JTBC en Sangam-dong, Seúl.

## Audiencia
La serie partió con un nivel de interés menor que otras que salieron simultáneamente en otros canales, y en ello tuvo que ver probablemente el ser la sucesora de una serie de éxito como The Youngest Son of a Chaebol Family. Sin embargo, el índice de audiencia pasó del 4,8 % inicial a casi el 9 % en cuatro episodios, una nueva prueba del poder de Lee Bo-young para atraer espectadores. Este crecimiento prosiguió hasta casi alcanzar el 12 % con el octavo episodio, y superarlo (12,7 %) con el duodécimo. La línea ascendente continuó hasta el 13,4 % del decimocuarto, y culminó superando el 16 % en el último. Se convirtió así en uno de los mayores éxitos de audiencia en la historia de la televisión por cable surcoreana.
| Temporada | Temporada | Episodio número | Episodio número | Episodio número | Episodio número | Episodio número | Episodio número | Episodio número | Episodio número | Episodio número | Episodio número | Episodio número | Episodio número | Episodio número | Episodio número | Episodio número | Episodio número | Promedio |
| Temporada | Temporada | 1               | 2               | 3               | 4               | 5               | 6               | 7               | 8               | 9               | 10              | 11              | 12              | 13              | 14              | 15              | 16              | Promedio |
| --------- | --------- | --------------- | --------------- | --------------- | --------------- | --------------- | --------------- | --------------- | --------------- | --------------- | --------------- | --------------- | --------------- | --------------- | --------------- | --------------- | --------------- | -------- |
|           | 1         | 1.105           | 1.206           | 1.477           | 1.919           | 1.487           | 1.802           | 2.063           | 2.693           | 2.586           | 2.675           | 2.291           | 2.764           | 2.567           | 3.055           | 3.037           | 3.685           | 2.276    |

| Episodio | Fecha de emisión      | Índices de audiencia (Nielsen Korea) | Índices de audiencia (Nielsen Korea) |
| Episodio | Fecha de emisión      | Nacional                             | Seúl                                 |
| --- | --------------------- | ------------------------------------ | ------------------------------------ |
| 1 | 7 de enero de 2023    | 4,797 % (3.ª)                        | 5,52 % (2.ª)                         |
| 2 | 8 de enero de 2023    | 5,102 % (2.ª)                        | 5,369 % (2.ª)                        |
| 3 | 14 de enero de 2023   | 6,481 % (2.ª)                        | 7,149 % (1.ª)                        |
| 4 | 15 de enero de 2023   | 8,907 % (1.ª)                        | 9,286 % (1.ª)                        |
| 5 | 21 de enero de 2023   | 5,869 % (1.ª)                        | 6,545 % (1.ª)                        |
| 6 | 22 de enero de 2023   | 7,711 % (1.ª)                        | 8,111 % (1.ª)                        |
| 7 | 28 de enero de 2023   | 9,15 % (1.ª)                         | 9,606 % (1.ª)                        |
| 8 | 29 de enero de 2023   | 11,959 % (1.ª)                       | 12,400 % (1.ª)                       |
| 9 | 4 de febrero de 2023  | 10,902 % (1.ª)                       | 11,692 % (1.ª)                       |
| 10 | 5 de febrero de 2023  | 11,629 % (1.ª)                       | 12,434 % (1.ª)                       |
| 11 | 11 de febrero de 2023 | 10,444 % (1.ª)                       | 11,372 % (1.ª)                       |
| 12 | 12 de febrero de 2023 | 12,658 % (1.ª)                       | 14,135 % (1.ª)                       |
| 13 | 18 de febrero de 2023 | 11,049 % (1.ª)                       | 11,360 % (1.ª)                       |
| 14 | 19 de febrero de 2023 | 13,383 % (1.ª)                       | 14,041 % (1.ª)                       |
| 15 | 25 de febrero de 2023 | 13,149 % (1.ª)                       | 13,841 % (1.ª)                       |
| 16 | 26 de febrero de 2023 | 16,044 % (1.ª)                       | 17,267 % (1.ª)                       |
| Promedio | Promedio              | 9,952 %                              | 10,633 %                             |
| - En la tabla superior, aparecen en azul los índices más bajos, y en rojo los más altos. - Esta serie se emitió en un canal de cable o televisión de pago, que normalmente tiene una audiencia menor en comparación con las emisoras públicas o de televisión en abierto (KBS, SBS, MBC y EBS). |                       |                                      |                                      |

## Crítica
Para Kim Kyo-seok (Entermedia), «la historia de una mujer que rompe el techo de cristal sigue siendo una historia que nuestra sociedad necesita». Sin embargo, encuentra que el consenso de espectadores que recibió no se corresponde con que logre reflejar la realidad, porque «exagera o simplifica demasiado la realidad para crear una gran ola de euforia». Aunque un buen drama no debe necesariamente representar el mundo real, «se necesita un sentido de la realidad, que es la base de la empatía, para presentar una fantasía vicaria», y ese sentido en Agency está un poco ofuscado.